# Jost Nolte

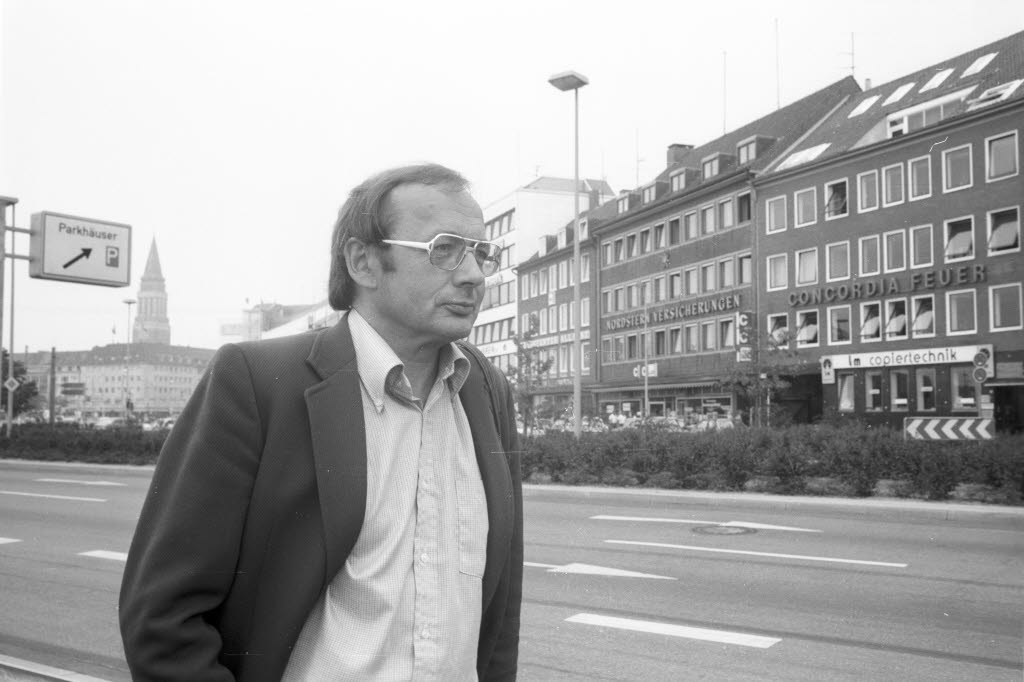
Jost Nolte (1976)

Jost Nolte (* 29. August 1927 in Kiel; † 24. Juni 2011 in Schwerin) war ein deutscher Schriftsteller und Journalist. Er war der Vater des Journalisten und Schriftstellers Mathias Nolte.

## Leben
Jost Nolte wuchs in Kiel auf, wurde im Alter von 15 Jahren zur Marineflak und als Siebzehnjähriger zum Reiterregiment 5 in Stolp/Hinterpommern eingezogen. Am 10. Februar 1944 beantragte er die Aufnahme in die NSDAP und wurde zum 20. April desselben Jahres aufgenommen (Mitgliedsnummer 9.777.324). Das Kriegsende erlebte er in einem Hamburger Lazarett. Er machte das Abitur an der Kieler Gelehrtenschule und ging 1947 nach Hamburg, wo er Regieassistent und dann Dramaturg bei Willy Maertens im Thalia Theater wurde. 1954 wechselte er in den Journalismus. Von 1957 an arbeitete er als Feuilletonredakteur für Die Welt, für die er Theater- und Literaturkritiken schrieb. Später übernahm er als Ressortleiter die Beilage "Welt der Literatur". 1972 holte ihn Die Zeit als Textchef in ihr Magazin. Im selben Jahr veröffentlichte er seinen Sammelband "Grenzgänge" mit Beiträgen, die er für den Monat, die Neue Rundschau und den Deutschlandfunk geschrieben hatte. Er rezensierte außerdem Belletristik für die Frankfurter Rundschau und Zeitgeschichte für Die Zeit.
Ebenfalls für Die Zeit schrieb er Gerichtsberichte, so im Fall von Fritz Honka und zur "Teufelsaustreibung" in Klingenberg sowie für den Stern Reportagen wie „Beten für Polen – Vor dem Tor der Danziger Leninwerft“. 1981 ging er zum NDR und richtete die Kulturredaktion im Hörfunk-Landesprogramm Hamburg ein. Neben der Literaturkritik wurden nun die Kulturpolitik und die Zeitgeschichte Schwerpunkte seiner Arbeit. Seit 1990 war er freier Autor. Sein letztes Buch ist der Roman Der Feigling, die Geschichte eines Mannes, der am Ende des Zweiten Weltkriegs seine Identität wechselt.

## Werke (Auswahl)
- Grenzgänge – Berichte über Literatur, Wien: Europaverlag, 1972
- Kulturpolitik, Arbeitshefte zur Politik in Hamburg, Landeszentrale für politische Bildung, Hamburg 1975
- Eva Krohn oder Erkundigungen nach einem Modell, Roman, Frankfurt/M.: S.Fischer 1976
- Schädliche Neigungen, Roman, Frankfurt/M.: S.Fischer 1978
- Es ist Dein Leben, Anna – Ein Vater schreibt seiner Tochter, Düsseldorf: Erb Verlag 1983
- Kulturpolitik als Flickenteppich oder Die Revolution als Schelmenstück, Hamburg: Landeszentrale für politische Bildung o. J. (1989)
- Kollaps der Moderne – Traktat über die letzten Bilder, Hamburg: Rasch und Röhring 1989
- Koba, Charakterfarce in drei Partien und einem Nachspiel, UA: Ernst-Deutsch-Theater Hamburg 1996
- Der Feigling, Roman, Scherz Verlag, Frankfurt/M. (Scherz) 2003

## Preise
- Theodor-Wolff-Preis 1969